# 李希哲 (明朝)
李希哲（15世紀—16世紀），河南開封府鄭州人，明朝政治人物。

## 生平
李希哲是成化四年（1468年）戊子科河南鄉試舉人，二十年（1484年）甲辰科進士，二十二年（1486年）授恩縣知縣，到任後立刻興廢舉墜，維新一切，二十三年（1487年）重修縣治東北二門，弘治四年（1491年）增修城隍廟，人民對他的功績念念不忘，他去世後入祀當地名宦祠。

## 引用
1. 1 2  乾隆《鄭州志·卷七·選舉志》：進士……明……成化……李希哲 甲辰科，山東恩縣知縣……舉人……明……成化……李希哲 甲子【戊子】科，見進士
2. ↑  宣統《重修恩縣志·卷三·營建志》：城池……邑治偏東故北有二門，成化二十三年知縣李希哲、嘉靖八年知縣呂應祥、十六年知縣杜永昌、二十二年知縣趙可旦、隆慶二年知縣金宙、萬厯二年知縣韓屏、十七年知縣吳永裕重修……祠祀……城隍廟在拱辰門外右……宏治四年知縣李希哲增修
3. ↑  萬曆《恩縣志·卷四》：李希哲，鄭州人，由進士成化二十二年除知恩縣，下車即興廢舉墜、百度維新，士民慕之不忘。 今祠祀
4. ↑  嘉慶《東昌府志·卷二十二·名宦三》：李希哲，鄭州進士，成化二十二年知恩縣，興廢舉墜、百度維新，士民思之不忘，今祠祀。